# Efoulan
Efoulan es una comuna camerunesa perteneciente al departamento de Mvila de la región del Sur.
En 2005 tiene 8905 habitantes.
Se ubica unos 30 km al oeste de la capital regional Ebolowa.

## Localidades
Comprende las siguientes localidades:
| - Akom Yevol - Abo'o Ntomba - Adjap-Essawo - Aloum-Yemveng - Angbwek - Bikouba - Binyina - Bongolo - Ebom Essawo - Efoulane - Elone - Engomba - Kalate-Aba'a - Koungoulou-Essawo - Ma'amenyin-Essawo - Mbong - Mebandé - Mebem - Mekalat-Essawo - Mekok | - Melane - Melangue Biyeng - Mengalé - Mengalé - Mfala - Mimbomingal - Minkane - Mintom - Mvila Yevol - Ndjantom - Ngalane II - Ngat - Ngonebok - Nko'adjap - Nko'ekouk - Nkoutou - Nyazo'o - Ondong-Adjap - Tchangue |